# أبو دفدوف المخطط
سمك أبو دفدوف المُخطط أو القِعيس المُخطط (Indo-Pacific Sergeant or Damselfish) الاسم العلمي (Abudefduf vaigiensis) نوع من الأسماك ينتمي إلى عائلة القعيسيات (Pomacentridae) من رُتبة الفرخيات (Percomorpha) ومن طائفة شعاعيات الزعانف (Actinopterygii) ويعيش في المناطق الساحلية الصخرية والمُرجانية الضحلة في المحيط الهندي والمحيط الهادي. وترجع تسمية الجنس «أبو دفدوف» (Abudefduf) إلى إسمه الأصلي باللغة العربية، والذي يعني «أبو الجوانب المُسطحة».

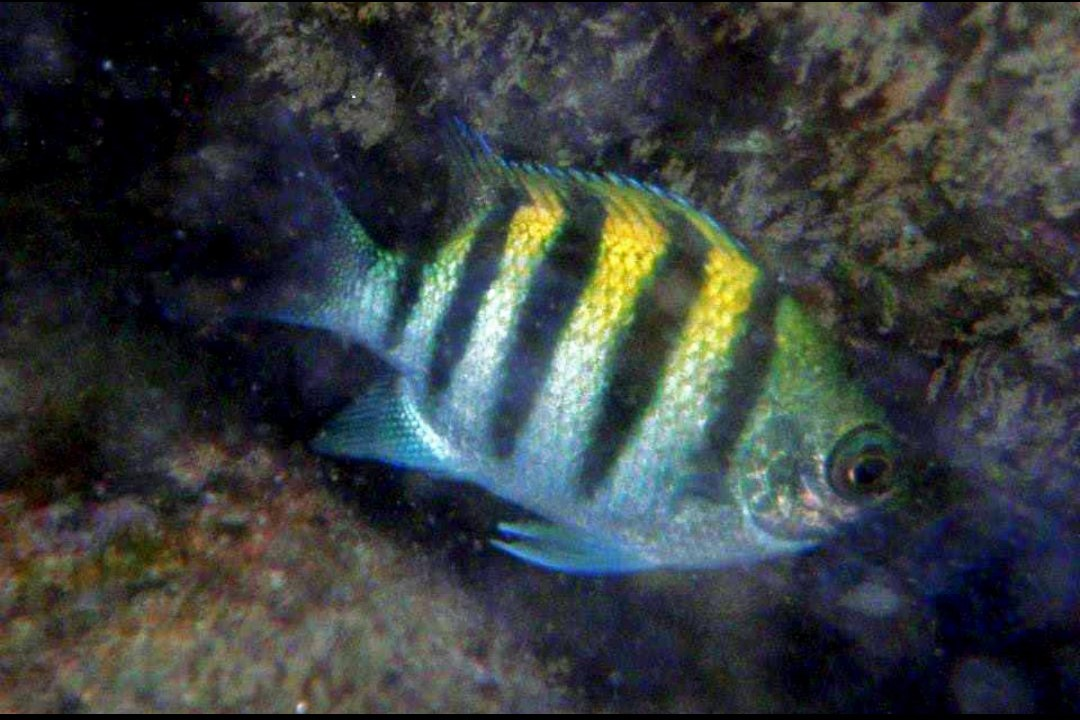
سمك أبو دفدوف المُخطط من بحر دبا الفجيرة ، الساحل الشرقي لدولة الإمارات العربية المتحدة

## الإنتشار
يعيش سمك أبو دفدوف المُخطط في المُحيط الهادي والهندي امتداداً إلى البحر الأحمر؛ حيث يعيش في المناطق الساحلية الصخرية والمُرجانية الضحلة في خليج عدن، وسواحل شبه الجزيرة العربية، وخليج عمان، والخليج العربي، وبحر العرب، وشرق أفريقيا، وجزر المحيط الهندي، وإندونيسيا وماليزيا والفلبين، وحتى الحاجز المرجاني العظيم حول أستراليا ونيوزيلندا، واليابان، والبحر الأصفر، وجزر المحيط الهادي وصولاً إلى هاواي. كما تم تسجيله في الساحل الفلسطيني في شرق البحر الأبيض المتوسط، ولكن النوع السائد هناك هو سمك أبو دفدوف الأطلسي ذو الاسم العلمي (Abudefduf saxatilis) والذي يعيش في المحيط الأطلسي والبحر الأبيض المتوسط.

## الوصف
يمتاز سمك أبو دفدوف المُخطط بلون جسمه الأبيض المُزرق، مع وجود اللون الأصفر في الجُزء العُلوي من جسمه، وبوجود 5 خطوط عرضية سوداء على جانبي الجسم، وبُقعة سوداء قرب الزعنفة الظهرية؛ وتكون عيونها ذات لون أصفر. تحتوي الزعنفة الظهرية في هذه الأسماك على 13 شوكة ظهرية ومن 11 إلى 14 شعاعاً ظهرياً ناعماً. وتحتوي الزعنفة الشرجية على شوكتين شرجيتين ومن 11 إلى 13 شعاعاً شرجياً ناعماً. ويصل طول السمكة الأقصى إلى 20 سنتيمتراً. وتصبح الصغار بالغة بطول 12 سنتيمتراً. ويصبح لون الذكور أكثر إزرقاقاً أثناء التفريخ. ويخلط الكثير من الناس بين هذه السمكة والنوع الأطلسي ذو الاسم العلمي (Abudefduf saxatilis)، والذي يعيش في المحيط الأطلسي والبحر الأبيض المتوسط.

## الحياة الطبيعية ودورة الحياة
تتغذى أسماك أبو دفدوف المُخطط على العوالق الحيوانية والطحالب القاعية واللافقاريات الصغيرة. وتعيش الأسماك البالغة في الشعاب المرجانية، وبرك المد والجزر، والمناطق الصخرية الساحلية في أعماق تتراوح بين 1 إلى 15 متراً. أما اليرقات الصغيرة فتفقس وتنقلها الأمواج إلى البحر المفتوح في المياه الاستوائية المدارية والشبه استوائية المدارية. وحين تكبر في الحجم ترجع إلى مواطنها في الشعاب المرجانية والصخرية. وتشكل هذه الأسماك تجمعات كبيرة، حيث تتغذى معاً في وسط المياه، أو تكون قرب القاع بجانب أعشاشها. ويُصبح لون الذكور أكثر إزرقاقاً أثناء التفريخ؛ وتقوم الذكور ببناء الأعشاش على حواف الشعاب المُرجانية والصخرية؛ ثم تضع الإناث بيضها في الأعشاش، وتقوم الذكور بإخصابها؛ وبعد ذلك تقوم الذكور بحراسة وتهوية البيض حتى يفقس.

## في المرابي المائية (الأكواريوم)
من المُمكن أن نجد هذه الأسماك البحرية في المحلات التجارية لبيع أسماك الزينة.

## المخاطر على البشر
لا تُعتبر هذه الأسماك من الأسماك التجارية التي تُؤكل وتُباع في أسواق الأسماك. وقد تم تسجيل بعض حالات التسمم الغذائي السمكي بعد تناولها.

## وصلات خارجية
- سمك أبو دفدوف المُخطط من بحر دبا الفجيرة، الساحل الشرقي لدولة الإمارات العربية المتحدة، خليج عُمان. بقلم: أ.د. نورمان (نعمان) علي بسام خلف اليافاوي العيزري. الغزال: النشرة الفلسطينية لعلم الأحياء. تصدر عن دائرة البروفيسور نورمان خلف لأبحاث البيئة والإعلام البيئي، المركز القومي للبحوث، جامعة فلسطين، غزة، دولة فلسطين. المجلد 39، العدد 195 .

- سمك أبو دفدوف المُخطط أو القِعيس المُخطط. بقلم: أ.د. نورمان (نعمان) علي بسام خلف اليافاوي العيزري. الغزال: النشرة الفلسطينية لعلم الأحياء. تصدر عن دائرة البروفيسور نورمان خلف لأبحاث البيئة والإعلام البيئي، المركز القومي للبحوث، جامعة فلسطين، غزة، دولة فلسطين. المجلد 39، العدد 196 .